# Facultad de Ciencias Agrarias de la Universidad Nacional de Asunción
La Facultad de Ciencias Agrarias es una de las doce facultades de la Universidad Nacional de Asunción, Paraguay.

## Historia
Fue fundada el año 1956 como Facultad de Agronomía y Veterinaria. Se mantuvo como tal hasta 1974, cuando la institución se separó en dos facultades: la de Ingeniería Agronómica y la de Veterinaria. La Facultad de Ingeniería Agronómica adoptó el nombre actual en el año 1994.

## Sedes
Cuenta con seis sedes: la del Campus de San Lorenzo, las de las ciudades de Pedro Juan Caballero, San Pedro de Ycuamandyyú, Caazapá, Santa Rosa de Misiones, y la del Chaco Central, en la estación experimental de Cruce Pioneros.

## Carreras
Actualmente se ofrecen seis carreras:
- Licenciatura en administración agropecuaria (Santa Rosa Misiones) (Pedro Juan Caballero, San Pedro)
- Ingeniería agronómica (todas las sedes)
- Ingeniería forestal (campus de San Lorenzo)
- Ingeniería en ecología humana (campus de San Lorenzo)
- Ingeniería ambiental (campus de San Lorenzo)
- Ingeniería agroalimentaria